# Olympische Winterspiele 2022/Teilnehmer (Albanien)
| Gelbes Symbol für Goldmedaillen mit stilisierten Olympischen Ringen | Graues Symbol für Silbermedaillen mit stilisierten Olympischen Ringen | Braundes Symbol für Bronzemedaillen mit stilisierten Olympischen Ringen |
| ------------------------------------------------------------------- | --------------------------------------------------------------------- | ----------------------------------------------------------------------- |
| —                                                                   | —                                                                     | —                                                                       |

Albanien nahm an den Olympischen Winterspielen 2022 in Peking teil. Es war die fünfte Teilnahme des Landes an Olympischen Winterspielen. 
Im Gegensatz zu den beiden vorangehenden Winterspielen nahm dieses Mal mit Denni Xhepa nur ein männlicher Teilnehmer aus Albanien teil. Dieser setzte sich in der Qualifikation knapp vor dem vierfachen albanischen Vertreter Erjon Tola durch. Xhepa war daher auch Fahnenträger bei der Eröffnungsfeier.

## Teilnehmer nach Sportarten

### Ski Alpin
| Athleten    | Wettbewerbe  | 1. Lauf | 1. Lauf | 2. Lauf       | 2. Lauf       | Gesamt        | Gesamt        |
| Athleten    | Wettbewerbe  | Zeit    | Rang    | Zeit          | Rang          | Zeit          | Rang          |
| ----------- | ------------ | ------- | ------- | ------------- | ------------- | ------------- | ------------- |
| Männer      |              |         |         |               |               |               |               |
| Denni Xhepa | Riesenslalom | DNF     | DNF     | ausgeschieden | ausgeschieden | ausgeschieden | ausgeschieden |
| Denni Xhepa | Slalom       | 58,32 s | 34      | 54,96 s       | 29            | 1:53,28 min   | 28            |